# Logic Pro
Logic Pro är ett program för musikproduktion, digital ljudredigering med mera.
Logic växte fram ur C-Labs Notator och fanns först bara till Atari ST. När Ataris marknadsposition försvagades överfördes programmet till Microsoft Windows och Mac OS Classic, men i och med att Apple Computer köpte tillverkaren Emagic i juli 2002 blev Logic från och med version 6 endast tillgängligt för Mac OS. Från och med version 8, som presenterades den 12 september 2007 ändrades namnet till Logic Studio.